# Rue Talma
Pour les articles homonymes, voir Talma.
La rue Talma est une voie du 16e arrondissement de Paris, en France.

## Situation et accès
La rue Talma est une voie publique située dans le 16e arrondissement de Paris. Elle débute au 7-11, rue Bois-Le-Vent et se termine au 40, rue Singer.
Le quartier est desservi par la ligne 9 à la station La Muette ; la gare de Boulainvilliers de la ligne C est toute proche.

## Origine du nom

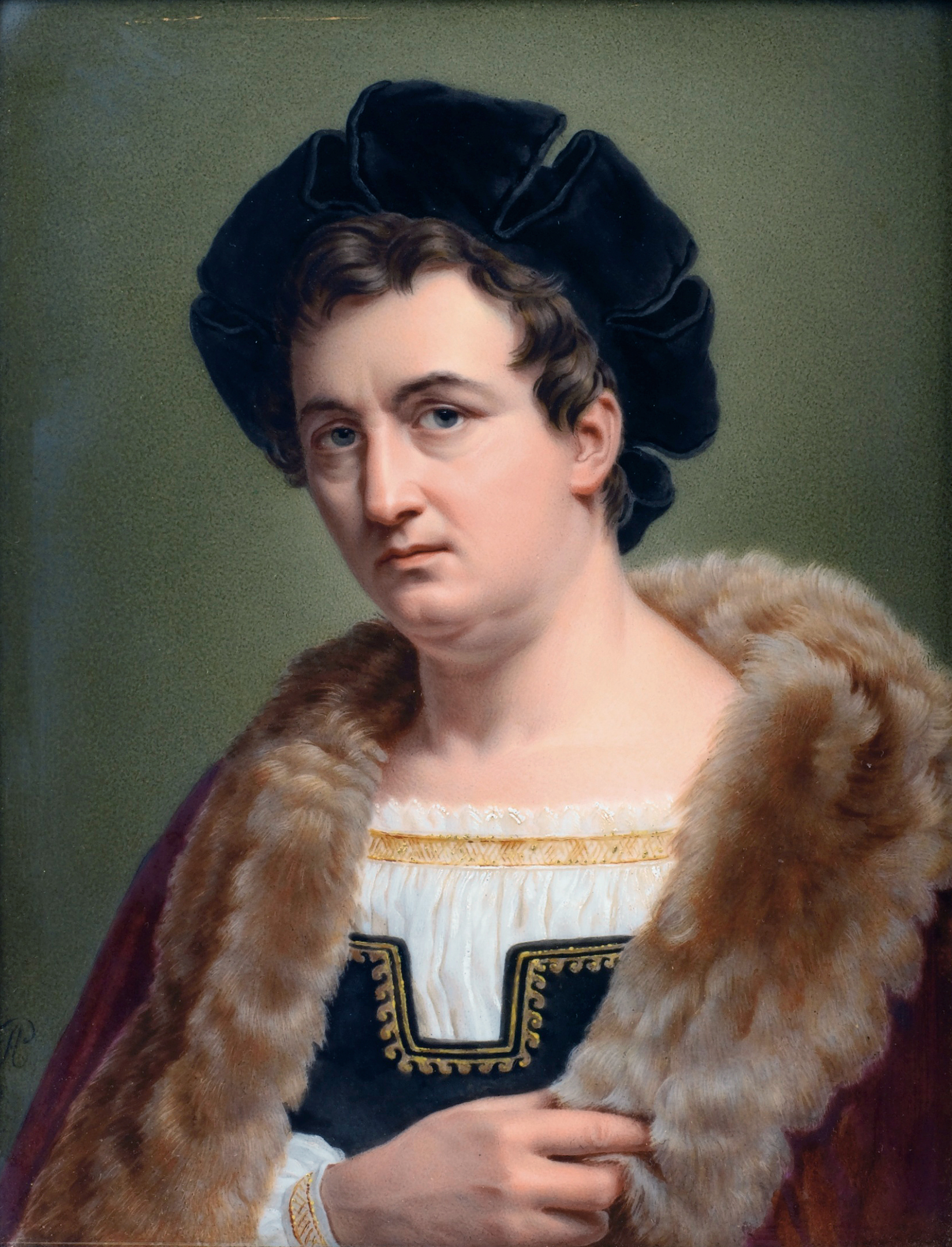
Portrait de François-Joseph Talma par Aimée Perlet.

Elle porte le nom de l'acteur François-Joseph Talma (1763-1826).

## Historique
Cette voie est ouverte entre 1836 et 1839, comme les rues Singer, Saint-Philibert et de la Fontaine, sur les terrains des anciennes dépendances du château de Boulainvilliers et de l'hôtel de Valentinois, acquis par l'industriel David Singer,.
Dénommée « rue Neuve-Bois-le-Vent » en 1839, elle était située dans l'ancienne commune de Passy jusqu'à son rattachement à la voirie parisienne par le décret du 23 mai 1863, avant de prendre sa dénomination actuelle par un autre décret du 24 août 1864.
Une photographie de la rue en 1929 figure dans le Dictionnaire historique des rues de Paris de Jacques Hillairet.

## Bâtiments remarquables et lieux de mémoire
- No 7 : dans les années 1880, le sculpteur et historien de l’art Anatole Marquet de Vasselot (1840-1904) donne à cette adresse un « cours de sculpture pour jeunes filles et femmes du monde »[3].
- No 13 : au croisement avec la rue Singer se trouve un bureau de poste construit en 1931, comme on peut le lire sur la façade. Son architecte est Paul Bessine[4].

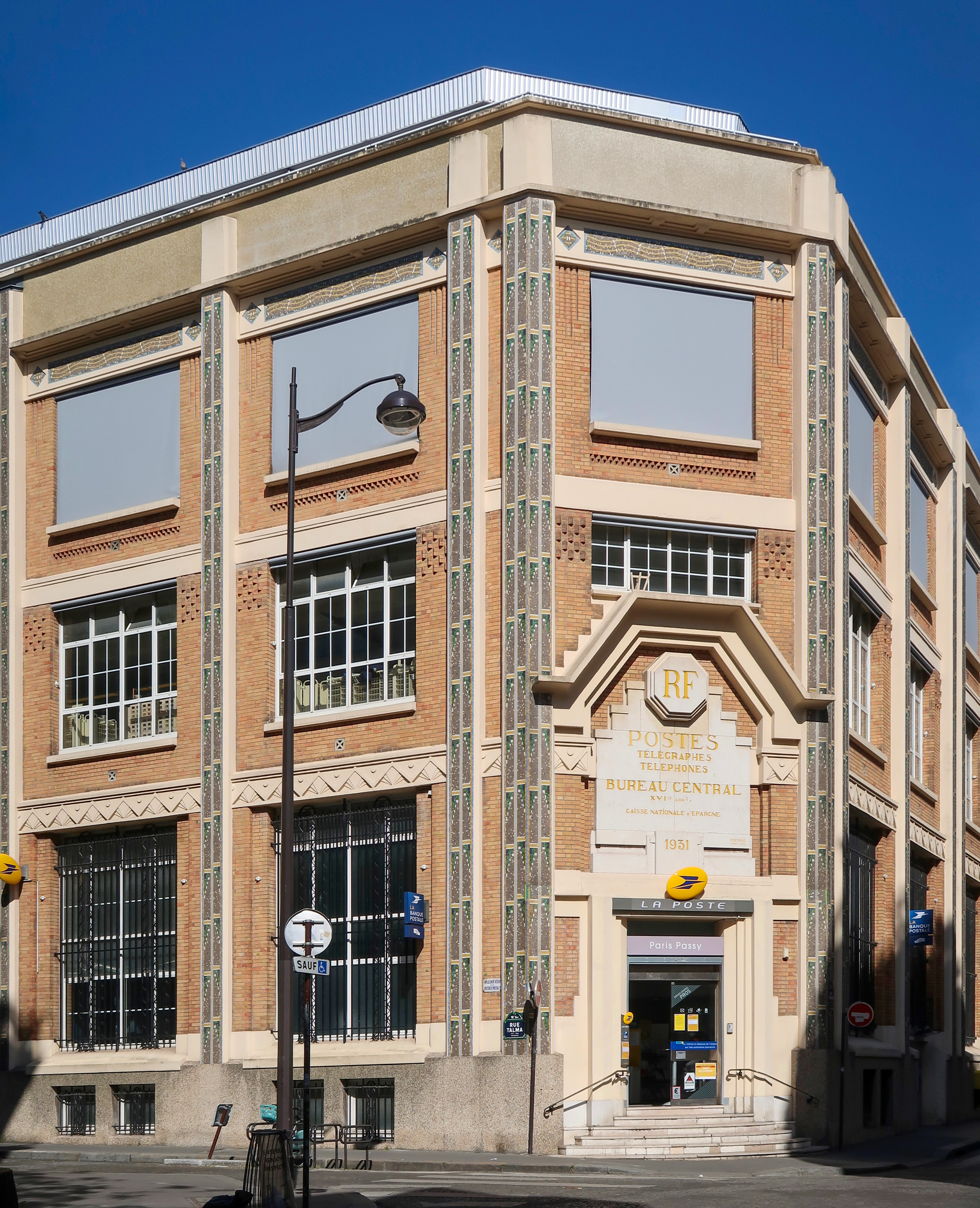
No 13 et 40, rue Singer.
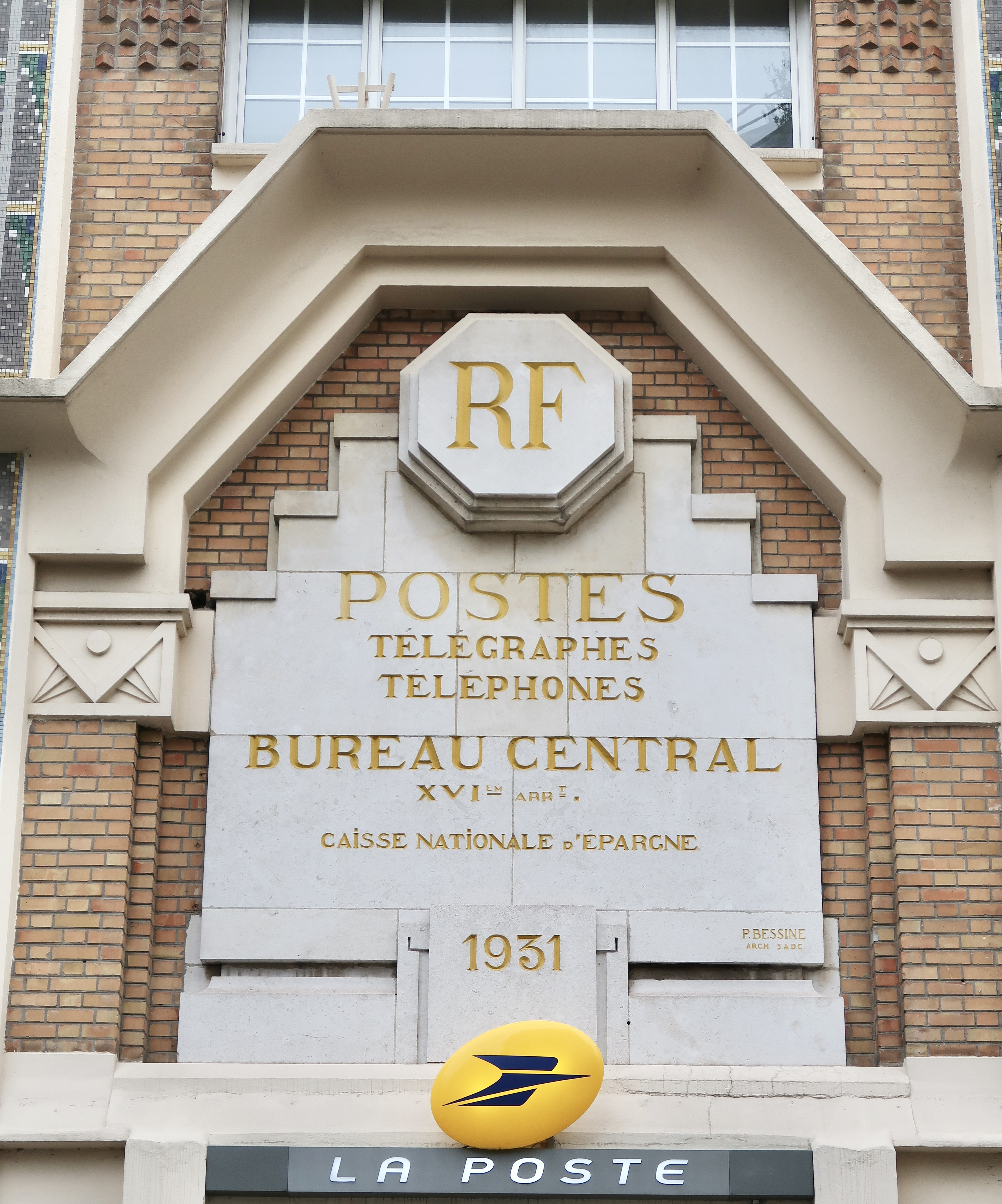
Détail.